# Tiszazug
A Tiszazug az Alföld egyik tájegysége. A Tisza és Körös folyók között terül el. Nagy része a Körös–Maros Nemzeti Park természetvédelmi területei közé tartozik. A terület a kunszentmártoni kistérség és Csongrád városának része.
A Tiszazug a Tisza és a Hármas-Körös közötti szögletet foglalja magába. A folyók középszakaszú jellegük miatt nagy mennyiségű finom homokot és iszapot szállítanak, s ez a hordalék határozza meg nagyrészt a morfológiailag mérsékelten tagolt felszínt, amelyet futóhomok, parti dűnék és morotvák tesznek változatosabbá. A talajok többsége öntéstalaj, mely a mezőgazdasági termelés szempontjából az átlagnál gyengébb. Kedvező adottság a nagy mennyiségű felszíni és felszín alatti víz, bár a minőség rétegtani okok miatt nem megfelelő, jelentős termálvíz kincs. Feltételezhető szénhidrogénkincs utáni kutatás folyik a körzetben.

## Természetföldrajz
Eredetét tekintve a Tiszazug egyedülálló vidéke a tiszai Alföldnek, hiszen létrehozásában a Duna feltöltő tevékenysége játszotta a főszerepet. A felszín jelenlegi képének kialakításában már a Tisza is szerepet játszott, amikor a holocén folyamán nyugat felől érkezve az Alföldre, a homok- és löszfelszín jelentős részét letarolta, s a mélyebb fekvésű részeket saját üledékével töltötte fel. A felszín kialakulásában mutatkozó kettősség a természetes növényzetben megfigyelhető. A magasabb fekvésű homokterületei a Duna–Tisza köze, az alacsonyabban fekvő tájegységei viszont a Tiszántúl növényzetéhez tartoznak. A Tisza medrének alakulását ezen a tájon is különböző korú morotvák sora jelzi. Némelyikük már szinte teljesen feltöltődött, helyét mindössze egy megsüllyedt területrész jelzi a szántóföldeken.

### Növényvilág
A jellegzetes településszerkezet mellett a terület másik nagy értéke a rendkívül gazdag élővilága. A Tisza és a Körös ártereinek természetes növényzetét elsősorban fűz-, nyár-ligeterdők és ártéri rétek, legelők alkották. Az előbbiek még ma is megtalálhatók a folyók hullámterén és a morotvák partján, az utóbbiak viszont az árvízmentesítés után már elkezdtek szikesedni. A terület eredeti növényzete nagymértékben átalakult. A homokos vidékeket szőlőtőkék és gyümölcsfák fedik le. A kistérség legfontosabb vonzerői a Tiszakürti Arborétum, illetve a Körös–Maros Nemzeti Parkhoz tartozó védett területek, partszakaszok. Mindkettő országos jelentőségű, védett természeti értéknek tekinthető.
A Körös hullámterének Csárdaszállás és Szelevény közötti részei elsőként a Körösvölgyi Természetvédelmi Terület néven váltak védetté. Az országos védelem alá vont területek kibővítésével ezen tájak 1997-től a Körös–Maros Nemzeti Park részei. A 80 km hosszú és átlagosan 800 méter széles zöld szalag ma már tizenegy települést érint, amelyek közül Csárdaszállás, Gyomaendrőd, Szarvas valamint Békésszentandrás Békés vármegyéhez, Mezőtúr, Mesterszállás, Tiszaföldvár, Kungyalu, Szelevény, Öcsöd, illetve Kunszentmárton Jász-Nagykun-Szolnok vármegyéhez tartozik. A Körös-völgy 6.292 hektár kiterjedésével az ország egyik legnagyobb természetvédelmi területe. A Békés vármegyei szakasz 1979-től, a Kunszentmártonig terjedő Jász-Nagykun-Szolnok vármegyei 1980-tól, a szelevényi határig tartó rész pedig 1987-től minősül természetvédelmi területnek. Az összes terület 2/3 része, 4283 ha Jász-Nagykun-Szolnok vármegye területén található. A Tiszazug területén a szelevényi részek vannak.
A hullámtér a folyószabályozás során létrejött olyan másodlagos folyóártéri tájjelleg, amely vízépítési emlékeivel valamint élővilágával együtt a magyar természetvédelem egyik legsajátosabb tájértéke. Ez a rendkívül vonzó tájkép - az alföldi nagytájban harmonikus egységet alkotó töltések, települések, hidak, vizek, füzesek, szivattyú- és gátőrházak - a Körösök vidékének egyik legfigyelemreméltóbb látnivalója.
A növénytakaró valamikor gazdag és változatos volt. Az ár- és belvízmentesítési munkálatok okozta változások miatt azonban a különösen vízigényes mocsári vegetáció úgyszólván „hírmondó nélkül” kipusztult. A régen annyira jellemző tölgy-kőris-szilesek ma már csak a magas ártereket tarkítják maradványerdőként. A galériaerdőket gazdag cserje- és gyepszint jellemzi, nyárfáira és füzeire fölkapaszkodik a táj jellegzetes kúszócserjéje, a ligeti szőlő.

### Állatvilág
A hullámtér számos értékes állatfajnak nyújt életteret. A folyószabályozások előtti élővilág azonban a mainál sokkal gazdagabb volt, hasonlót csak a Duna deltájában vagy a Volga torkolatvidékén találhatunk. A vízrendezések következtében az egykori állatvilág részben kipusztult, részben megfogyatkozott.
A Körösök vidéke ma is kiemelt jelentőségű az állatvilág, különösen a vándormadarak részére. Iránymutató szerepet töltenek be a Kárpát-medencei madárvonulásban, másrészt gyülekező és táplálkozó helyét, a jeges időszakban pedig telelőhelyét képezik a vízimadarak változatos sokaságának.

## Társadalomföldrajz

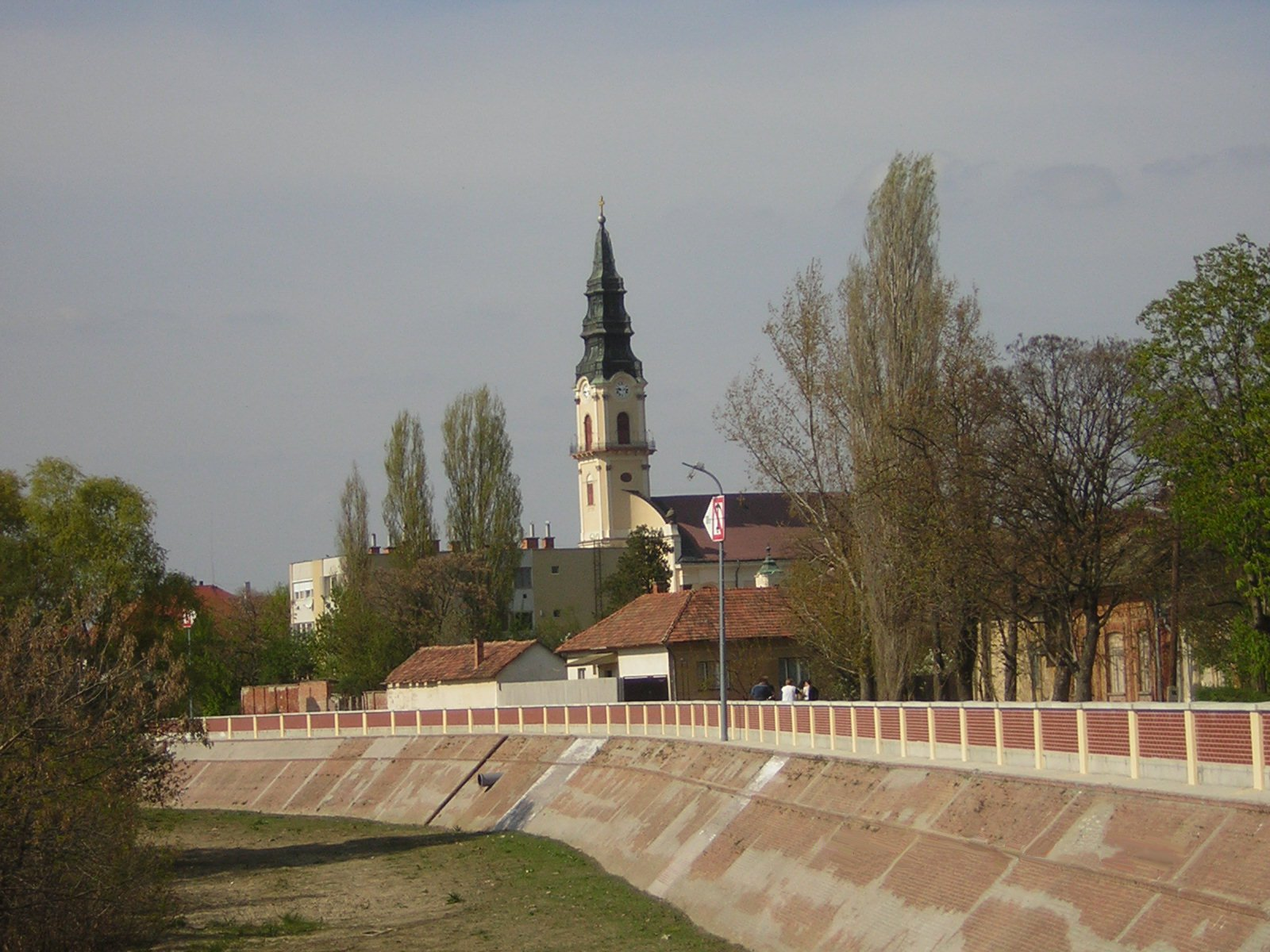
Kunszentmárton - A Hármas-Körös partja a katolikus templommal

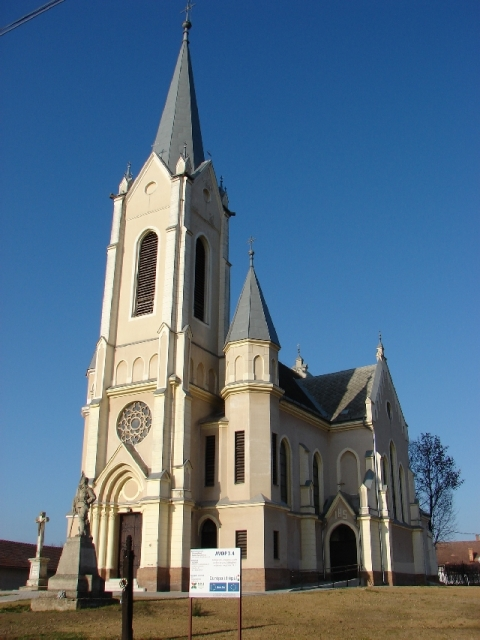
A szelevényi katolikus templom

A Tiszazug az Alföld egyik jellegzetes átmeneti szerkezetű része. A Tiszántúl középső részét jellemző óriásfalvas településrend itt érintkezik a Tisza mellett elterülő közép- és kisfalvas övezettel.
A területhez 12 település tartozik: Kunszentmárton, Szelevény, Csépa, Tiszaug, Tiszasas, Öcsöd, Mesterszállás, Cserkeszőlő, Tiszakürt, Tiszainoka, Nagyrév, Cibakháza, illetve néprajzi szempontból ide sorolják még tizenharmadik településként Tiszaföldvárt is.
| Település neve | Népesség (2009. január 1.) | Terület (négyzetkilométer) | Város/Nagyközség/Község |
| -------------- | -------------------------- | -------------------------- | ----------------------- |
| Cibakháza      | 4439                       | 38,21                      | Nagyközség              |
| Csépa          | 1667                       | 29,67                      | Község                  |
| Cserkeszőlő    | 2119                       | 72,67                      | Község                  |
| Kunszentmárton | 8850                       | 143,65                     | Város                   |
| Nagyrév        | 726                        | 29,79                      | Község                  |
| Öcsöd          | 3390                       | 103,66                     | Nagyközség              |
| Szelevény      | 1073                       | 45,39                      | Község                  |
| Tiszaföldvár   | 11 548                     | 80,34                      | Város                   |
| Tiszainoka     | 406                        | 17,92                      | Község                  |
| Tiszakürt      | 1463                       | 28,48                      | Község                  |
| Tiszasas       | 1061                       | 28,79                      | Község                  |
| Tiszaug        | 886                        | 25,04                      | Község                  |

A Tiszazug területe 526 km², Jász-Nagykun-Szolnok vármegye 9,3%-a, a népessége a megye népességének 6,5%-a. Alapvető jellegzetességük, hogy zárt struktúrájú települések, egymás közötti kapcsolataik kevéssé fejlettek. A kisfalvas zóna községei a folyókat kísérő hordalékkúpok egy-egy magasabb fokára települtek. Általában halmazosodott útifalu-szerkezetűek. A nagyobb települések szerkezete többnyire szabálytalan derékszögű.

## Története
1929-ben derült fény arra, hogy a Tiszazugban, Nagyréven legalább 160 gyilkosságot követtek el 1911 és 1929 közt. A gyilkosságot arzénmérgezés útján valósították meg többnyire férfiak és nem kívánt csecsemők eltávolításának céljából. Az áldozatok között háborús veteránok, végtagjaikat elvesztett, mozgássérült emberek is voltak. A gyilkosságok előbb megyei, majd országos, végül nemzetközi nyilvánosságot kaptak. A New York Times 15 alkalommal írt az ügy fejleményeiről.
A gyilkosságokat a helyi bába, Fazekas Gyuláné aktív közreműködésével hajtották végre. A cibakházi csendőrök derítették fel az eset körülményeit. A vizsgálat lezárásakor 29 embert állítottak bíróság elé, ebből húsz embert elítéltek, három asszonyt pedig kivégeztek emberölés vádja miatt. A bába saját magával végzett, mielőtt elkapták volna.